# Жаксънски район
Жаксънски район (на казахски: Жақсы ауданы) е съставна част на Акмолинска област, Казахстан, с обща площ 9702 км2 и население 18 775 души (по приблизителна оценка към 1 януари 2020 г.). Мнозинството от населението са казахи (47,0 %), следвани от руснаците (21,2 %) и украинците (15,9 %).
Административен център е Жаксъ.